# Leens

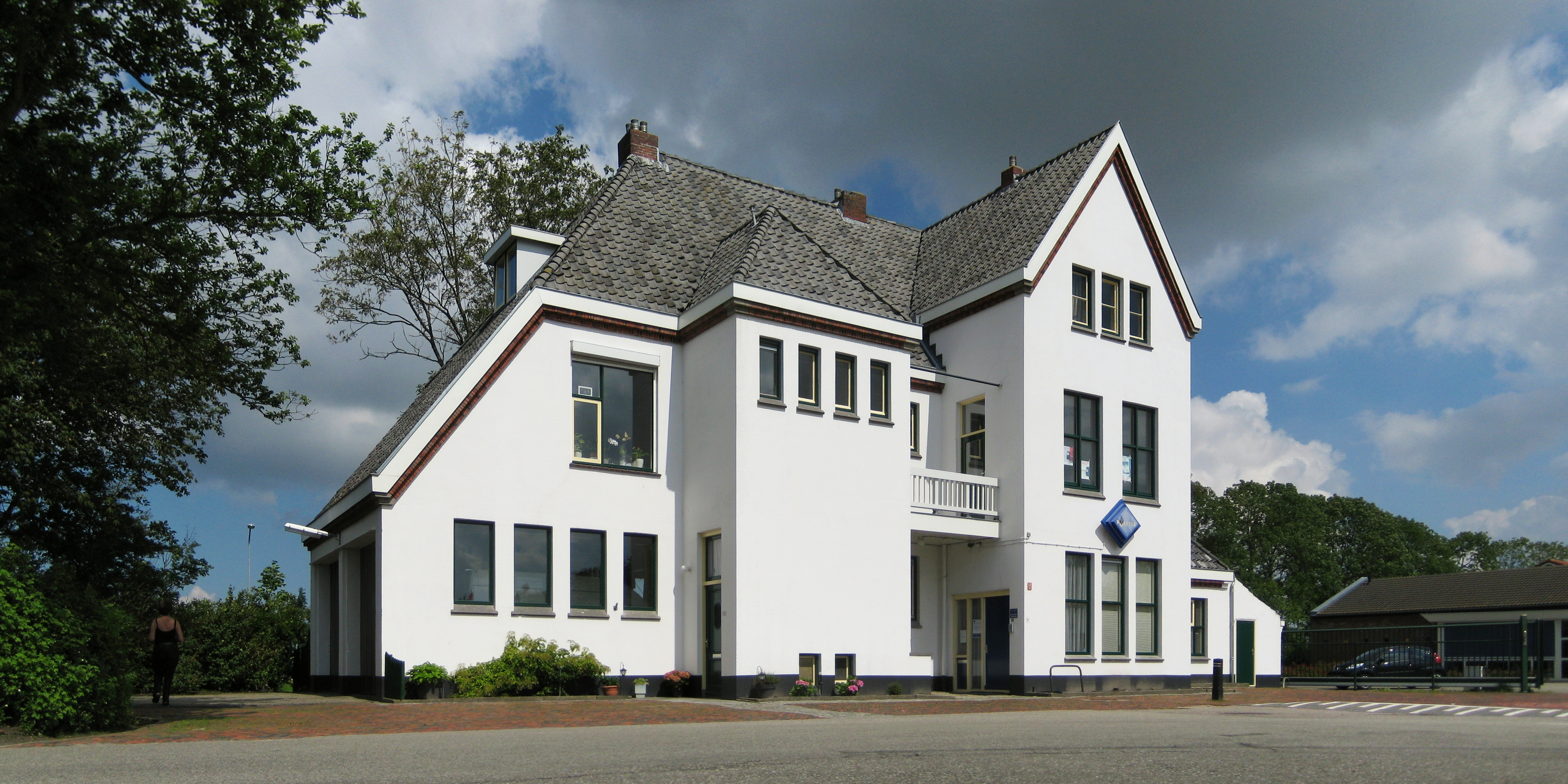
L'ex-stazione ferroviaria di Leens

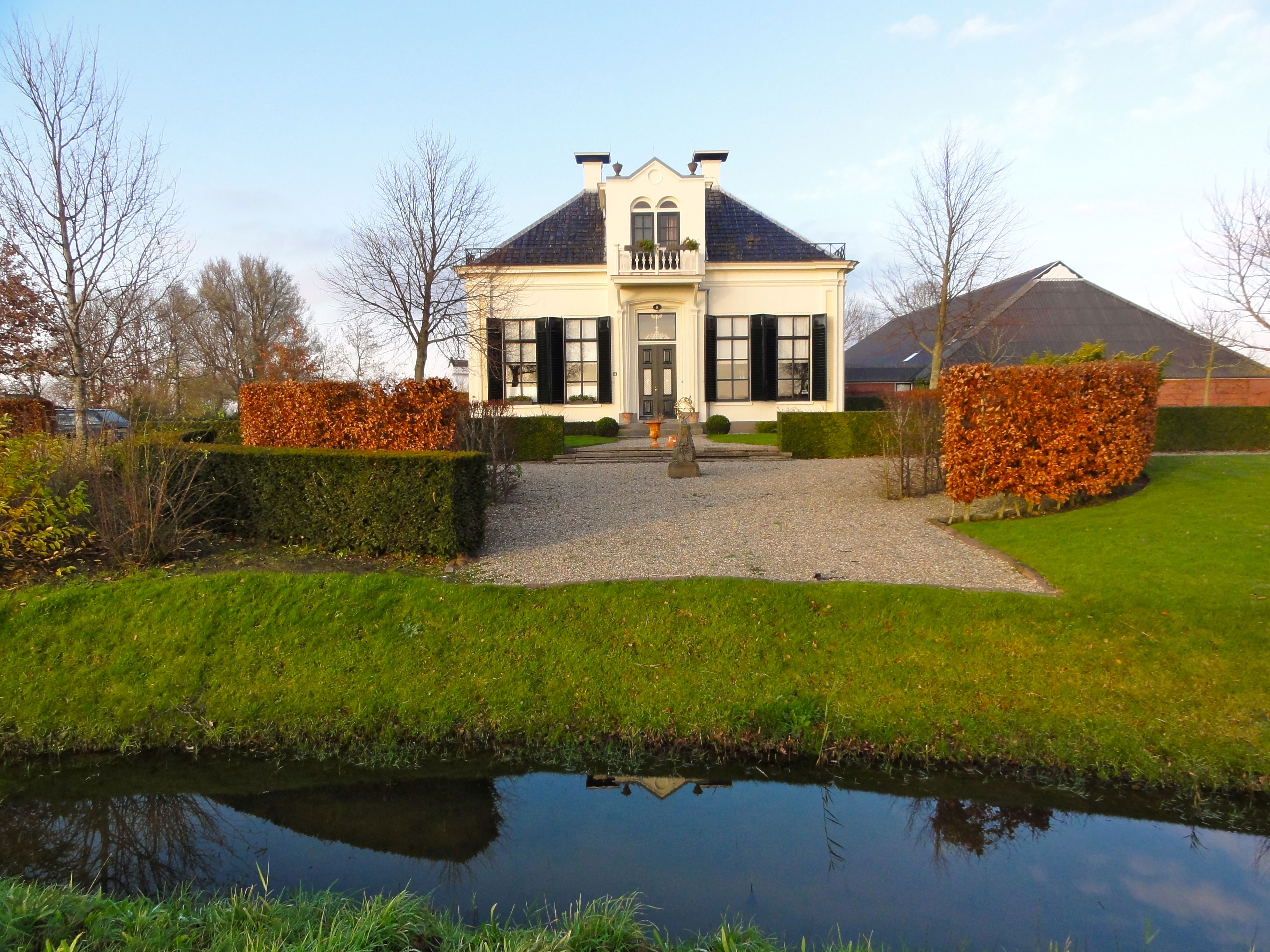
Leens: la fattoria-museo Welgelegen

Leens  (in Gronings: Lains) è una località di circa 1.700 abitanti del nord-est dei Paesi Bassi, facente parte della provincia di Groninga e situato nella regione di Hoogeland. Dal punto di vista amministrativo, si tratta di un-ex comune, dal 1990 accorpato alla municipalità di Ulrum che, nel 1992 ha mutuato il proprio nome in De Marne, di cui ne è stata il capoluogo.

## Geografia fisica

### Territorio
Leens si trova nella parte nord-occidentale della provincia di Groninga, tra Zoutkamp e Wehe-den Hoorn (rispettivamente ad est della prima e a ovest della seconda), a circa 10 km,  sud-ovest di Pieterburen.
Dell'ex-comune di Leens, faceva inoltre parte anche il villaggio di Wehe-den Hoorn.

## Storia

### Simboli
Nello stemma di Leens è raffigurato San Pietro.

## Monumenti e luoghi d'interesse
Leens vanta 19 edifici classificati come rijksmonumenten

### Verhildersum
Tra gli edifici principali di Leens, figura il Verhildersum, un castello risalente al XIV secolo.
|  |

### Fattoria-museo Welgelegen
|  |

### DoeZoo
Altro luogo d'interesse è il DoeZoo, uno zoo che occupa un'area di 900 metri quadrati.

## Società

### Evoluzione demografica
Nel 2011, la popolazione stimata di Leens era di 1.685 abitanti.
La località ha quindi conosciuto un incremento demografico rispetto al 2008, quando la popolazione stimata era di 1.665 abitanti, e un decremento demografico rispetto al 2001, quando la popolazione censita era di 1.710 abitanti.

## Geografia antropica

### Suddivisioni amministrative
Buurtschappen
- Grijsloot